# The Last Broadcast
The Last Broadcast è il secondo album in studio del gruppo musicale rock britannico Doves, pubblicato nel 2002.

## Tracce
1. Intro – 1:18
2. Words – 5:42
3. There Goes the Fear – 6:54
4. M62 Song – 3:48
5. Where We're Calling From – 1:24
6. N.Y. – 5:46
7. Satellites – 6:50
8. Friday's Dust – 3:35
9. Pounding – 4:45
10. Last Broadcast – 3:22
11. The Sulphur Man – 4:37
12. Caught by the River – 5:55

## Formazione
- Jimi Goodwin - voce, basso
- Jez Williams - chitarra
- Andy Williams - batteria
- Martin Rebelski - tastiere

## Classifiche
| Classifica (2002) | Posizione raggiunta |
| ----------------- | ------------------- |
| Regno Unito       | 1                   |